# Mary Brown’s Centre
Das Mary Brown’s Centre ist eine Multifunktionsarena in der kanadischen Stadt St. John’s, Provinz Neufundland und Labrador. Die Halle fasst bis zu 7000 Zuschauer und ist derzeit die Heimarena der Newfoundland Growlers in der ECHL. Die Arena wurde im Mai 2001 unter dem Namen Mile One Stadium eröffnet, welches das alte Memorial Stadium ersetzte. Der Name Mile One leitet sich von der Tatsache ab, dass sich die Arena direkt am Anfang des Trans-Canada-Highway, der durch das ganze Land führt, befindet. Seit dem 5. November 2021 ist die in Neufundland ansässige Fried-Chicken-Schnellrestaurantkette Mary Brown’s Chicken Namenssponsor der Halle.

## Veranstaltungen

### Eishockey
Erste Eishockeymannschaft im Mile One Centre waren die St. John’s Maple Leafs, das Farmteam der Toronto Maple Leafs in der American Hockey League, die dort zwischen 2001 und 2005 ihre Heimspiele austrugen. Im Februar 2002 fand zudem das AHL All-Star Game in der Arena statt. Nach dem Umzug der Mannschaft nach Toronto erhielt St. John’s im selben Jahr durch eine Erweiterung der Juniorenliga Ligue de hockey junior majeur du Québec ein neues Franchise. Es trug zwischen 2005 und 2008 seine Heimspiele im Mile One Centre aus, bevor es nach Montreal umzug.
Seit 2011 ist das Mile Once Centre wieder Heimspielstätte eines professionellen Eishockeyteams. Nachdem das kanadische Winnipeg wieder eine NHL-Mannschaft erhalten hatte, wurde das dortige AHL-Team, die Manitoba Moose, nach St. John’s umgesiedelt. Sie spielten dort bis 2015 als St. John’s IceCaps, wobei der Name direkt nach der Rückkehr nach Winnipeg von einem anderen Franchise in gleicher Form weitergeführt wurde. Dies verließ die Stadt jedoch bereits nach zwei Jahren, ehe 2018 die neu gegründeten Newfoundland Growlers aus der ECHL deren Platz übernahmen.
Im Amateur-Eishockey dient das Stadion als Austragungsort für die Herder Memorial Trophy, die jährlich an die beste Amateurmannschaft der Provinz Neufundland und Labrador vergeben wird.
Während der Saison 2010/11 wurde die Arena als Austragungsstätte für den 4 Nations Cup 2010 und den Telus Cup 2011 genutzt.

### Weitere Sportveranstaltungen
Im Jahr 2005 war das Mile One Centre Gastgeber für das Tournament of Hearts, der kanadischen Curling-Meisterschaft der Frauen.
Die National Basketball Association (NBA) veranstaltete vor der Saison 2003/04 ein Freundschaftsspiel zwischen den Toronto Raptors und den Cleveland Cavaliers in der Arena. Kurz vor Spielbeginn beschwerten sich allerdings die Trainer der beiden Mannschaften über das nasse Parkett und die ungewöhnlich hohe Temperatur. Diese hatte einen Teil der Eisfläche zum Verdunsten gebracht, sodass durch Kondensation das Basketball-Feld unbespielbar wurde. Das Spiel wurde daraufhin abgesagt.

### Juno Awards
Die Juno Awards, ein kanadischer Musikpreis, wurden im April 2002 und 2010 in der Arena verliehen.